# Gewässer- und Landschaftspflegeverband Mittlere und Obere Ilmenau
Der Gewässer- und Landschaftspflegeverband Mittlere und Obere Ilmenau ist ein niedersächsischer Wasser- und Bodenverband, dessen Verbandsgebiet den Landkreis Uelzen, den südlichen Landkreis Lüneburg und einen kleinen Bereich im nördlichen Landkreis Gifhorn umfasst.
Der Gewässer- und Landschaftspflegeverband Mittlere und Obere Ilmenau (Verband Nr. 10 nach dem Niedersächsischen Wassergesetz) entstand im Jahre 2000 aufgrund des Zusammenschlusses der Unterhaltungsverbände Mittlere Ilmenau, Gerdau, Stederau und Wipperau. Der Verband hat eine Gesamtfläche von 164.300 Hektar und ist damit nach dem Leineverband der zweitgrößte niedersächsische Unterhaltungsverband. Die Länge der Gewässer im Verbandsgebiet beträgt etwa 409 Kilometer. Der Verband hat seinen Sitz in der Hansestadt Uelzen.
Aufgabe des Verbandes sind landschaftspflegerische Maßnahmen, wie beispielsweise die Renaturierung, der Ausbau und die Unterhaltung von Gewässern sowie die Herrichtung, Erhaltung und Pflege von Flächen und Anlagen, die sich im Verbandsgebiet befinden.
Verbandsvorsteher ist Hans-Georg Schenk aus Stoetze.
Der Verband ist Mitglied im Kreisverband der Wasser- und Bodenverbände Uelzen. Dessen Geschäftsführer Ulrich Ostermann ist in Personalunion auch Geschäftsführer aller Mitgliedsverbände. Verwaltung und Betriebshof des Kreisverbands befinden sich in Uelzen. 

Exemplarische Gewässer im Verbandsgebiet
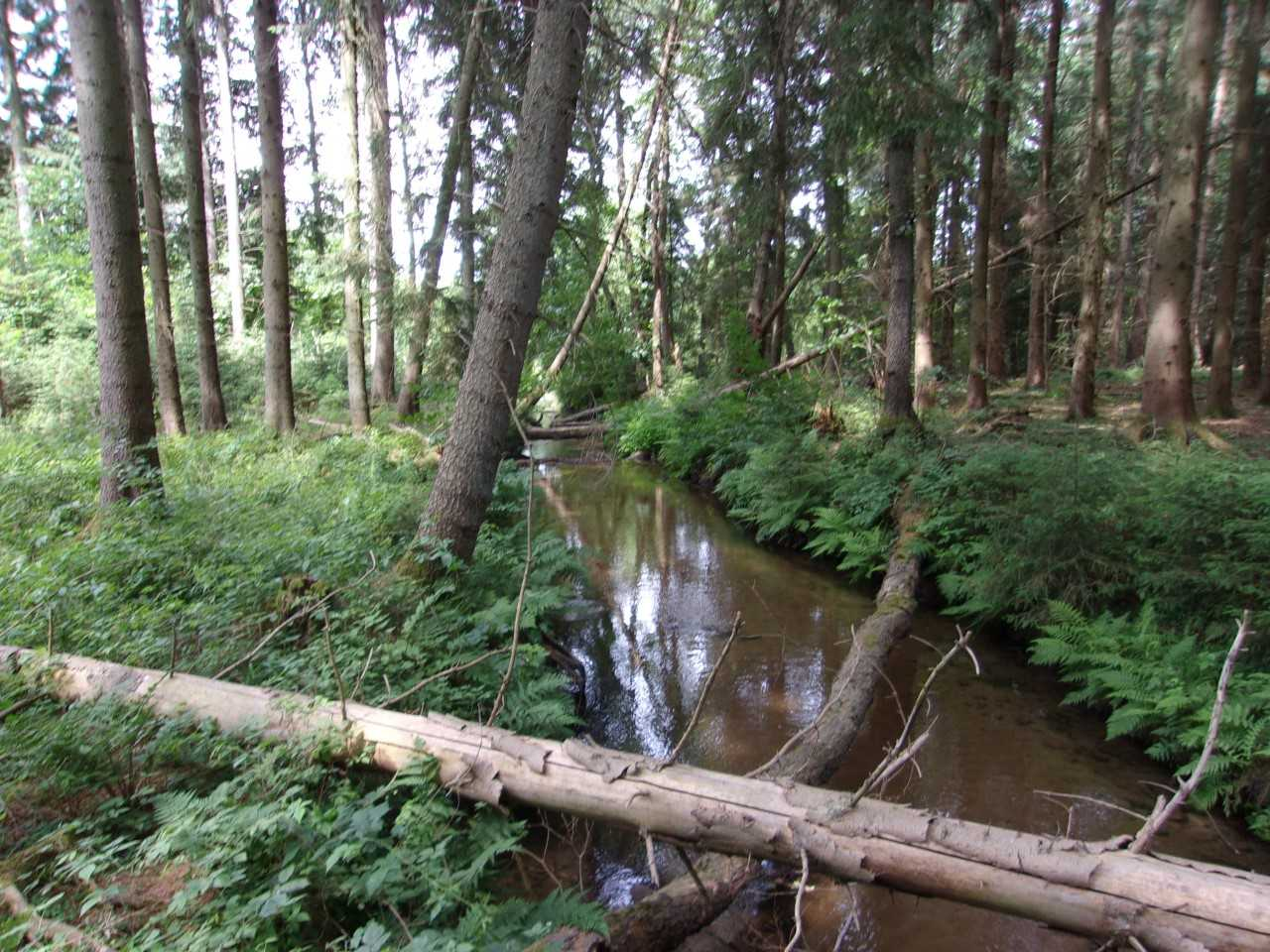
Das Tal des Bornbachs bei Stadensen
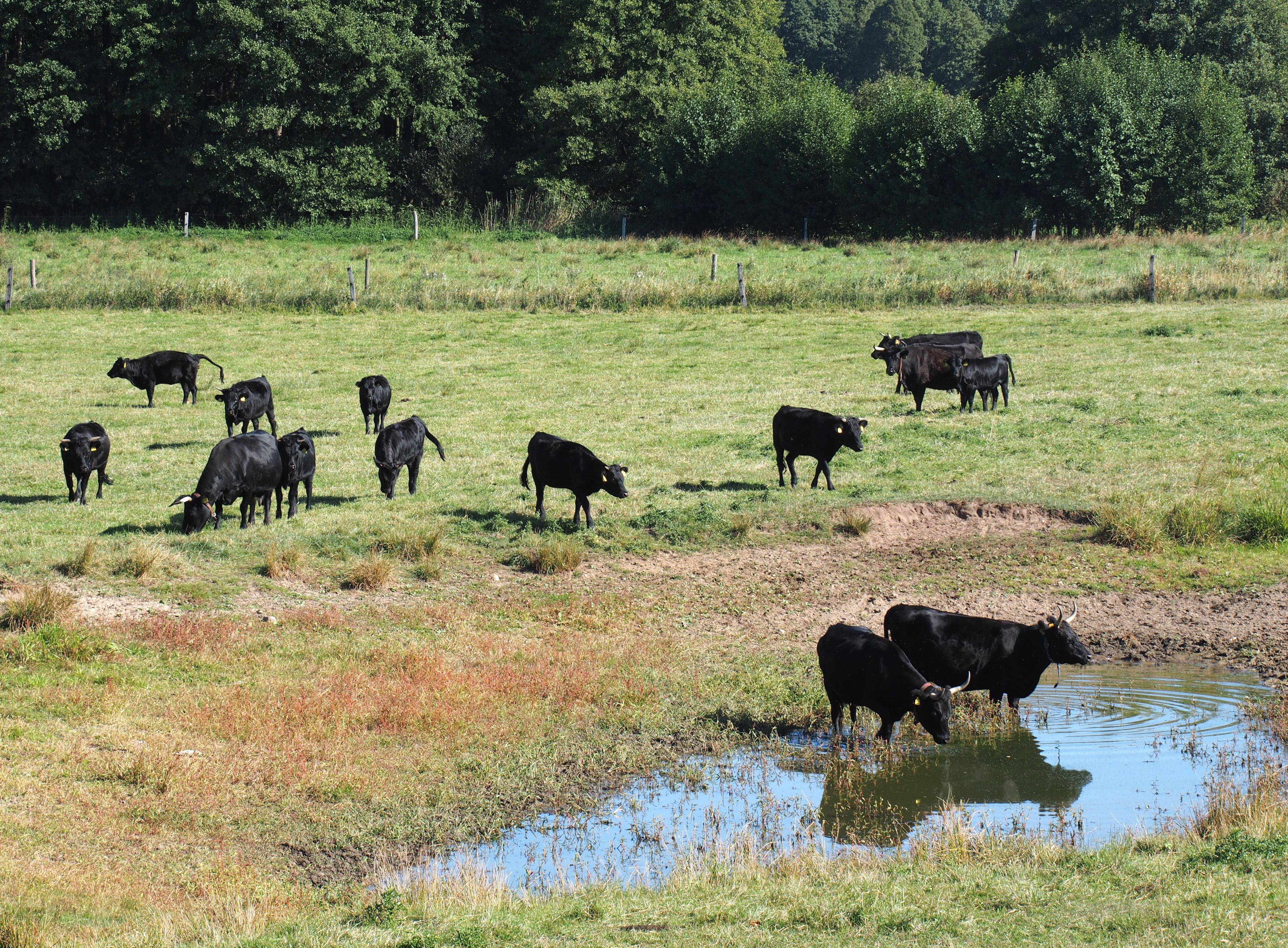
Dexter-Rinder in der Niederung der Esterau
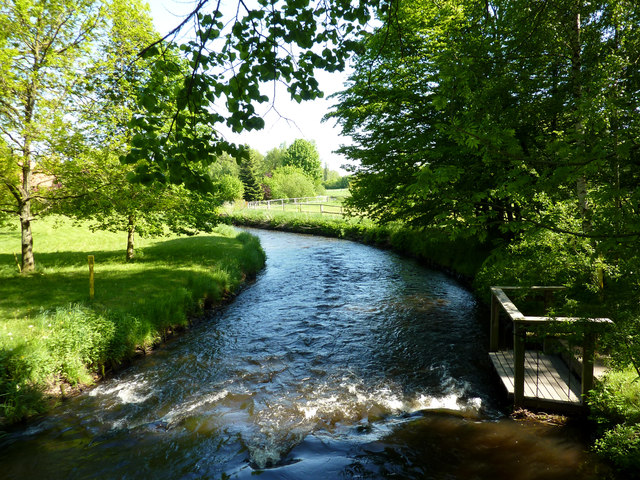
Die Gerdau bei Bohlsen
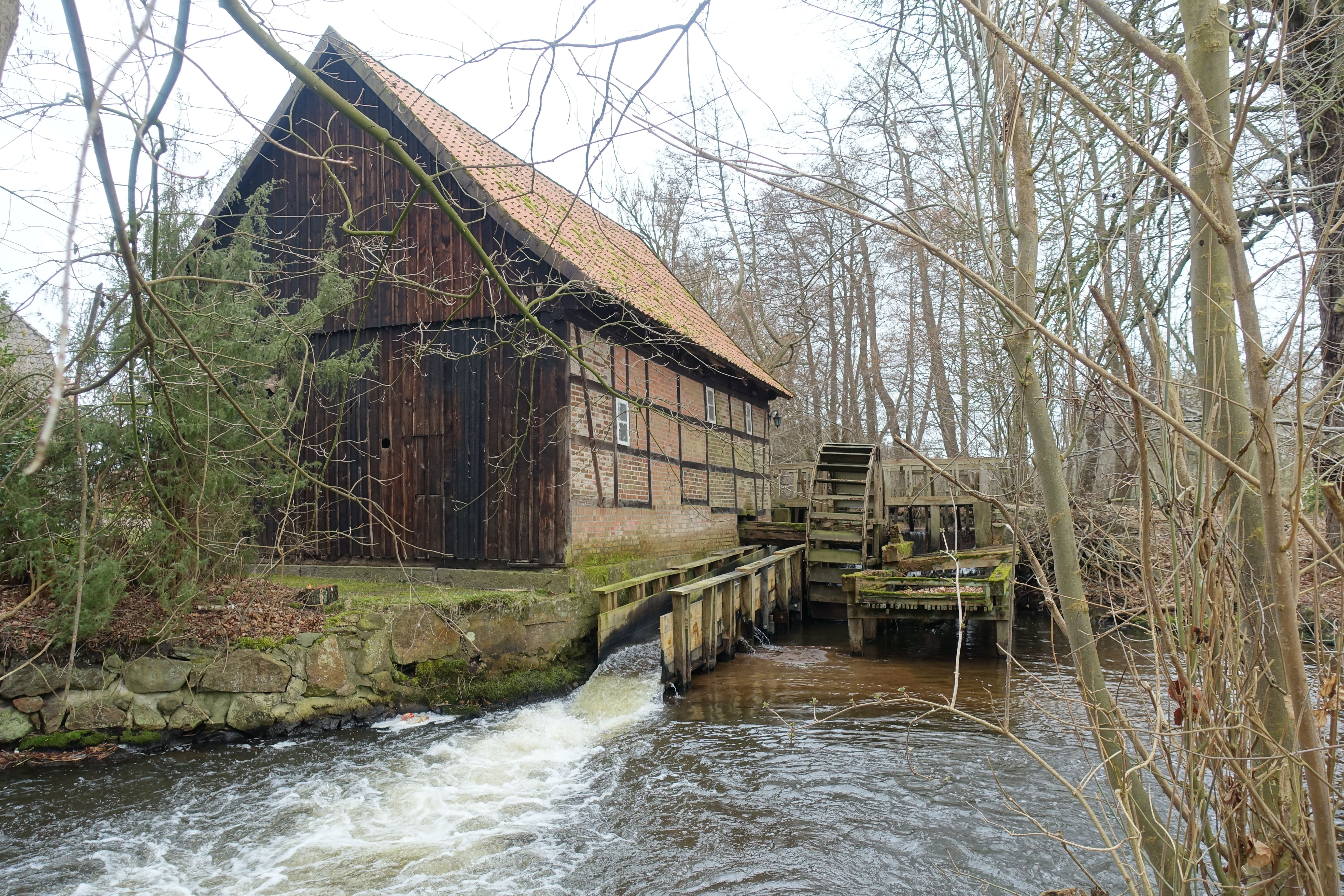
Die Hardau an der Mühle in Holxen
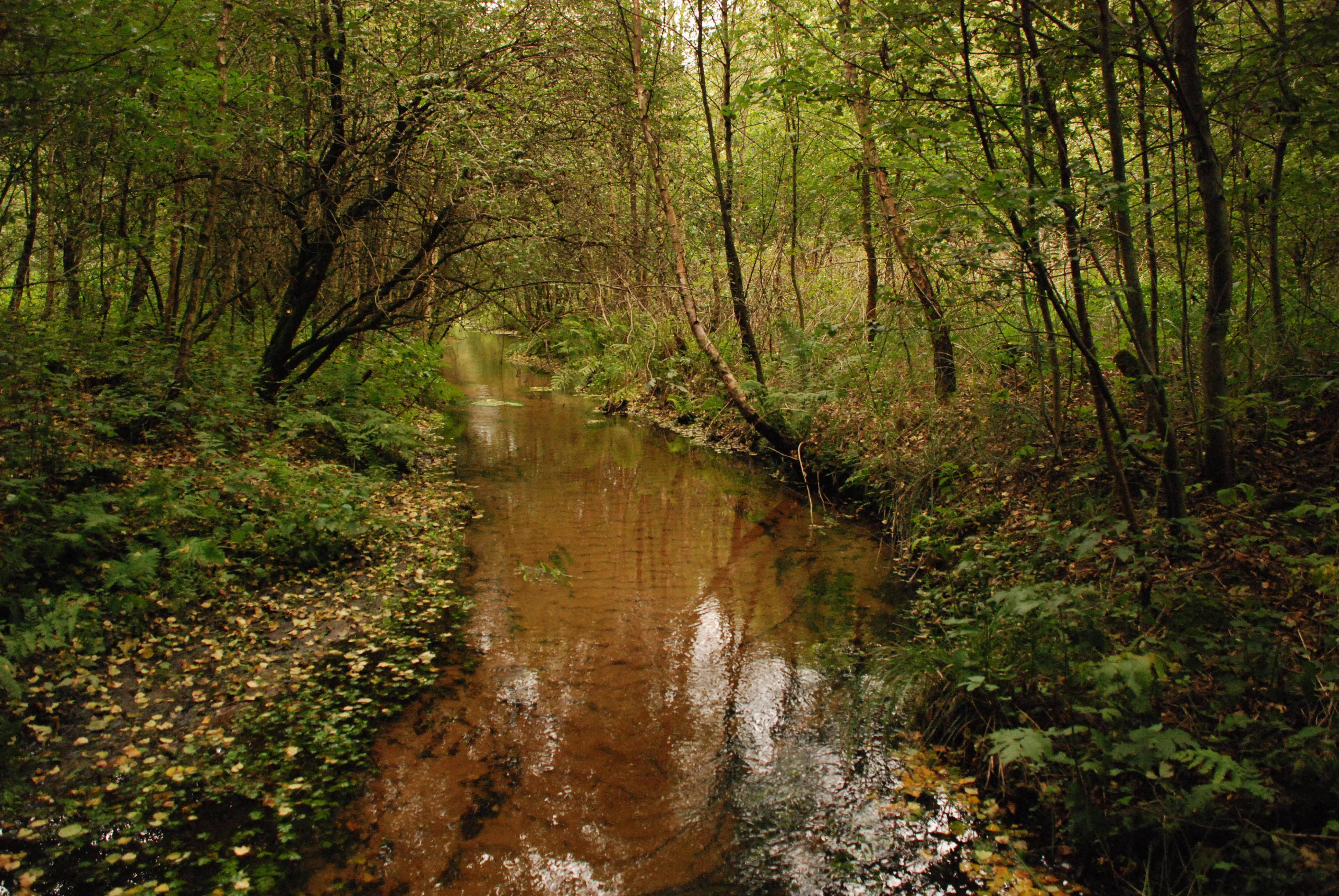
Der Räber Spring bei Räber
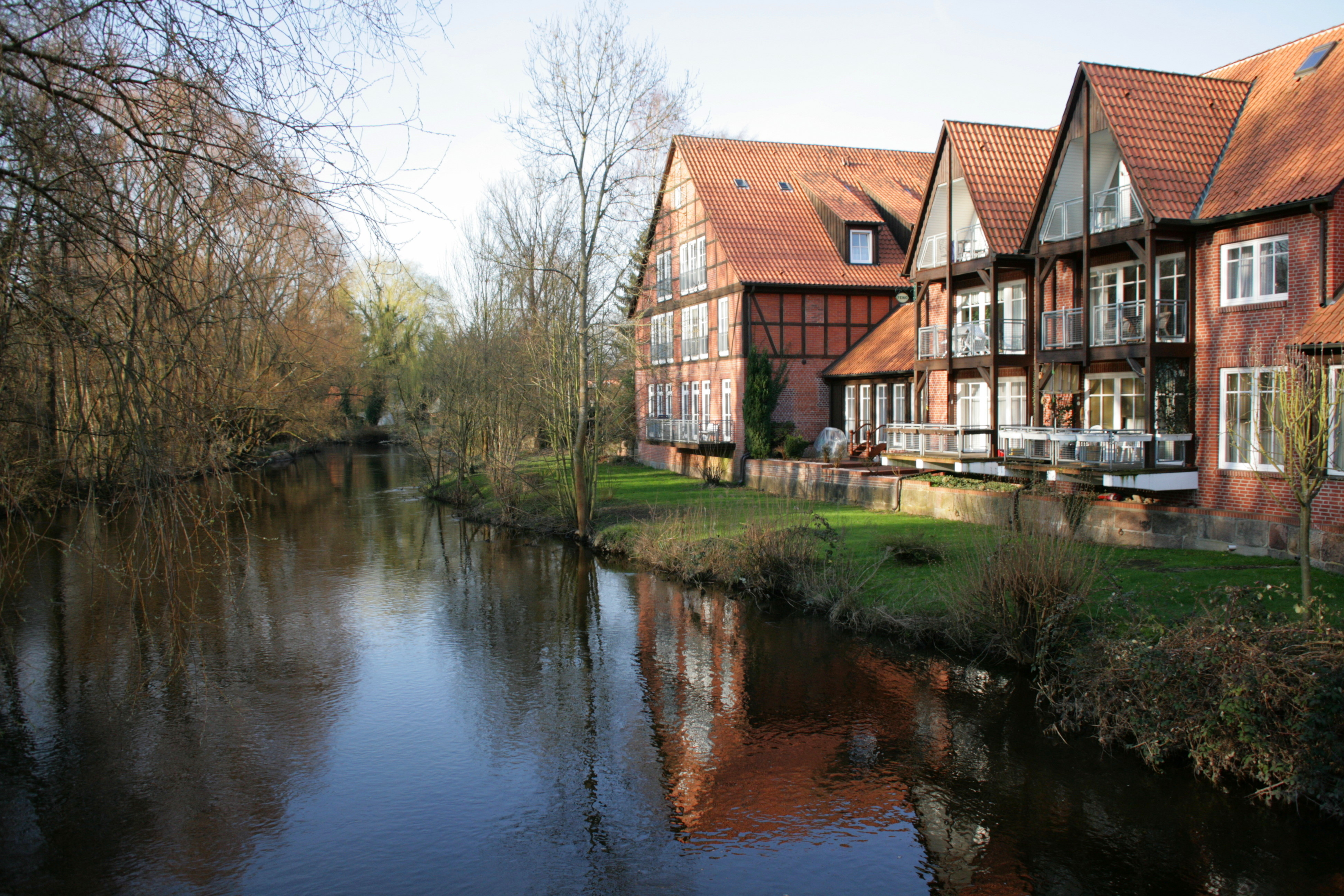
Flusslauf der Ilmenau in Bad Bevensen
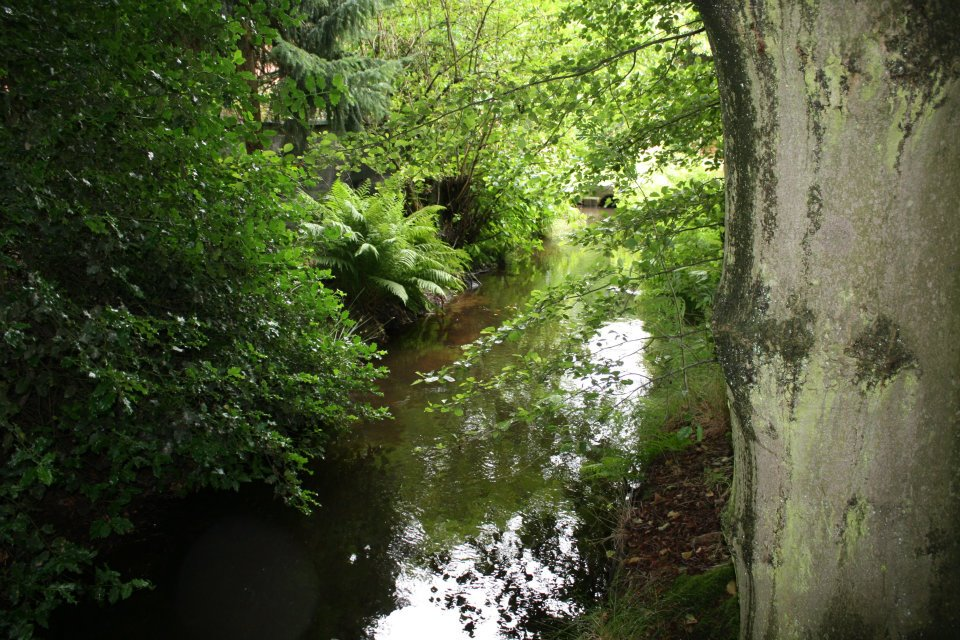
Der Stahlbach in Böddenstedt
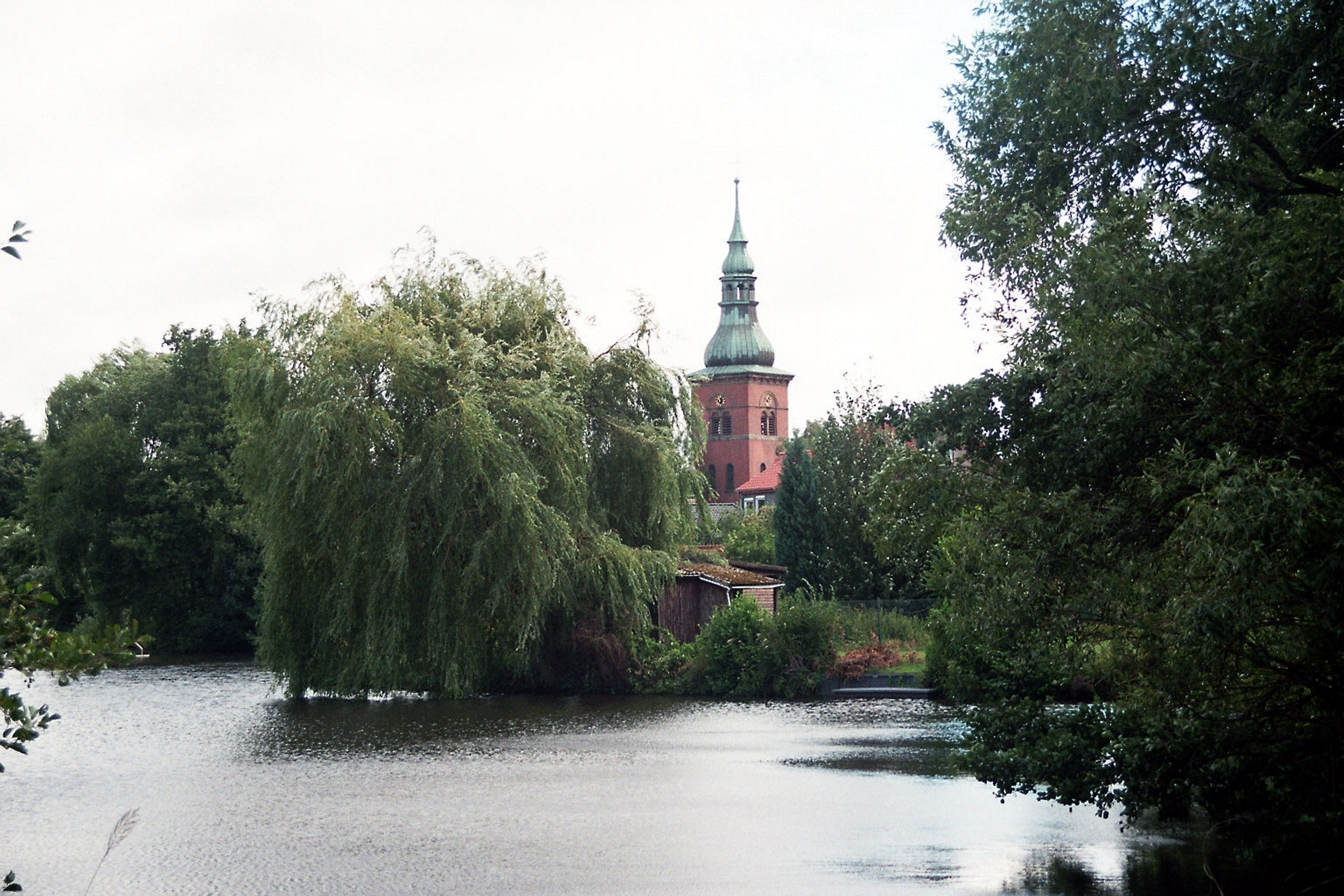
In Bad Bodenteich weitet sich die Stederau zum Parksee
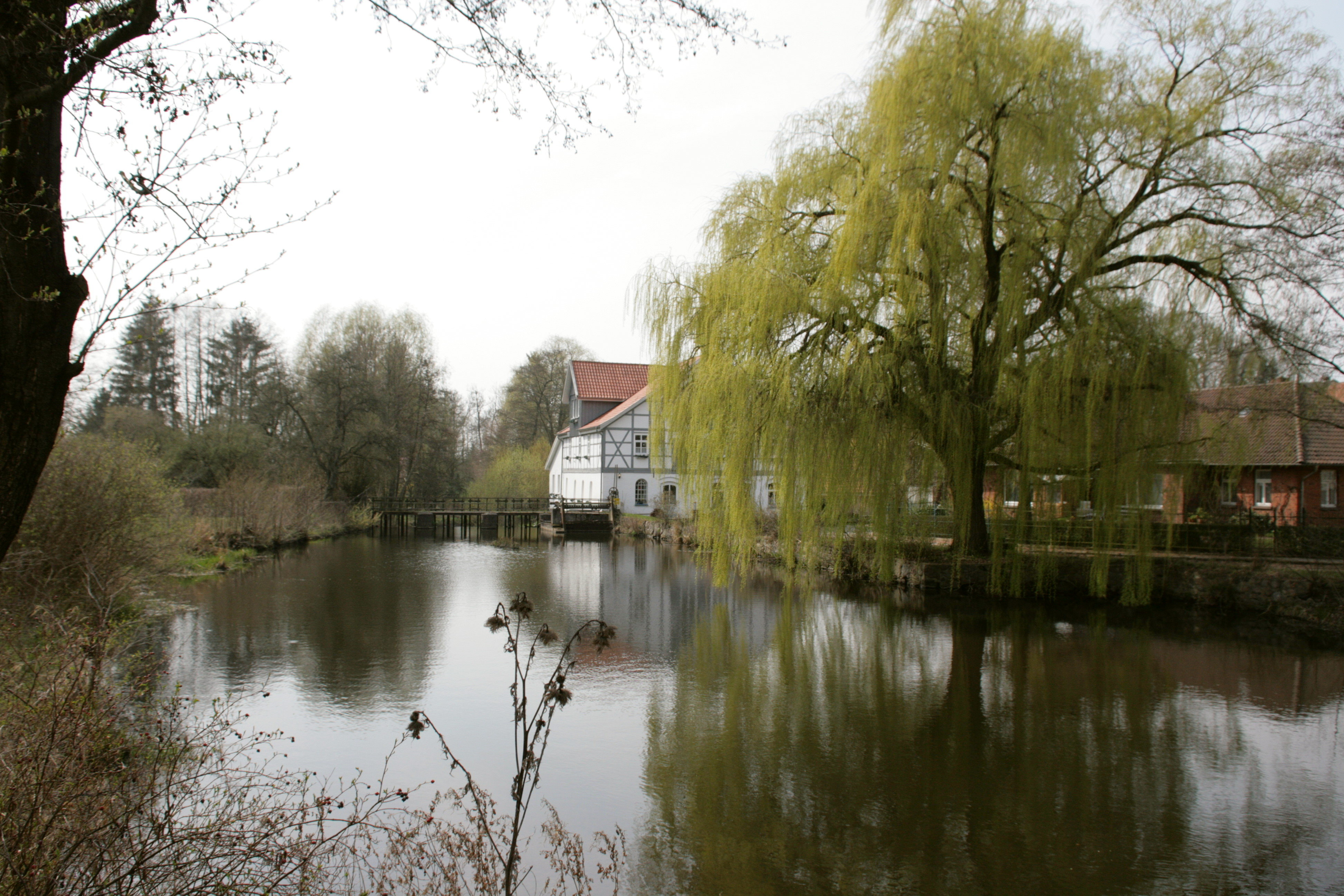
Die gestaute Wipperau vor der Oldenstädter Mühle bei Uelzen